# Romaria
Romaria est une municipalité brésilienne de l'État du Minas Gerais et la microrégion de Patrocínio.